# 達荷美共和國
達荷美共和國（法語：République du Dahomey）是在1958年12月11日法蘭西共同體內成立的一個自治共和國。在获得自治权之前，它原属于法属达荷美。1960年8月1日達荷美共和國获得完全獨立。1975年，该国以贝宁湾命名为贝宁（贝宁湾又以位于今尼日利亚贝宁城的贝宁帝国命名），因为“贝宁”对于该国所有族群而言都被视为政治中立，而“达荷美”则令人想起以丰族为主的达荷美王国。1972年10月，马蒂厄·克雷库领导的政变（该国历史上第五次政变）推翻了文官政府（由阿霍马德贝、阿皮蒂和马加组成的三人执政联盟领导）。克雷库随后宣布支持马克思列宁主义，并于1975年11月30日宣布达荷美共和国解散，建立贝宁人民共和国。